# Xã View, Quận Williams, Bắc Dakota
Xã View (tiếng Anh: View Township) là một xã thuộc quận Williams, tiểu bang Bắc Dakota, Hoa Kỳ. Năm 2010, dân số của xã này là 32 người.